# Route 210 (Québec)
Pour les articles homonymes, voir Route 210.
La route 210 (R-210) est une route régionale québécoise d'orientation est / ouest située sur la rive sud du fleuve Saint-Laurent. Elle dessert la région administrative de l'Estrie.

## Tracé
Son extrémité ouest est située à Cookshire-Eaton sur la route 108 alors que son extrémité est, située à 40 kilomètres plus loin, est située à Chartierville, sur la route 257. Les seize derniers kilomètres de la route sont près de la frontière américaine et cette section de la route n'est pas asphaltée; elle est en gravier.

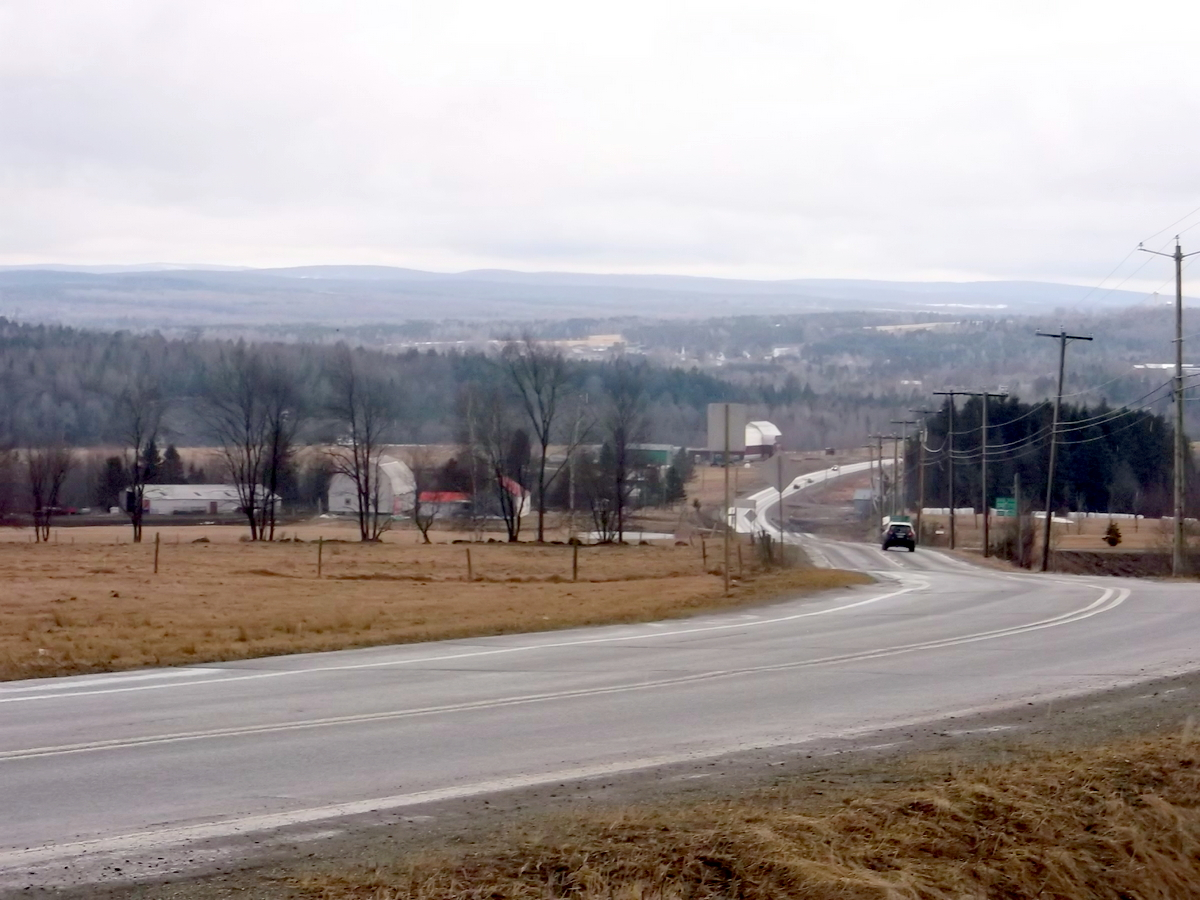
Routes 210 et 253 à la sortie d'Eaton Corner.
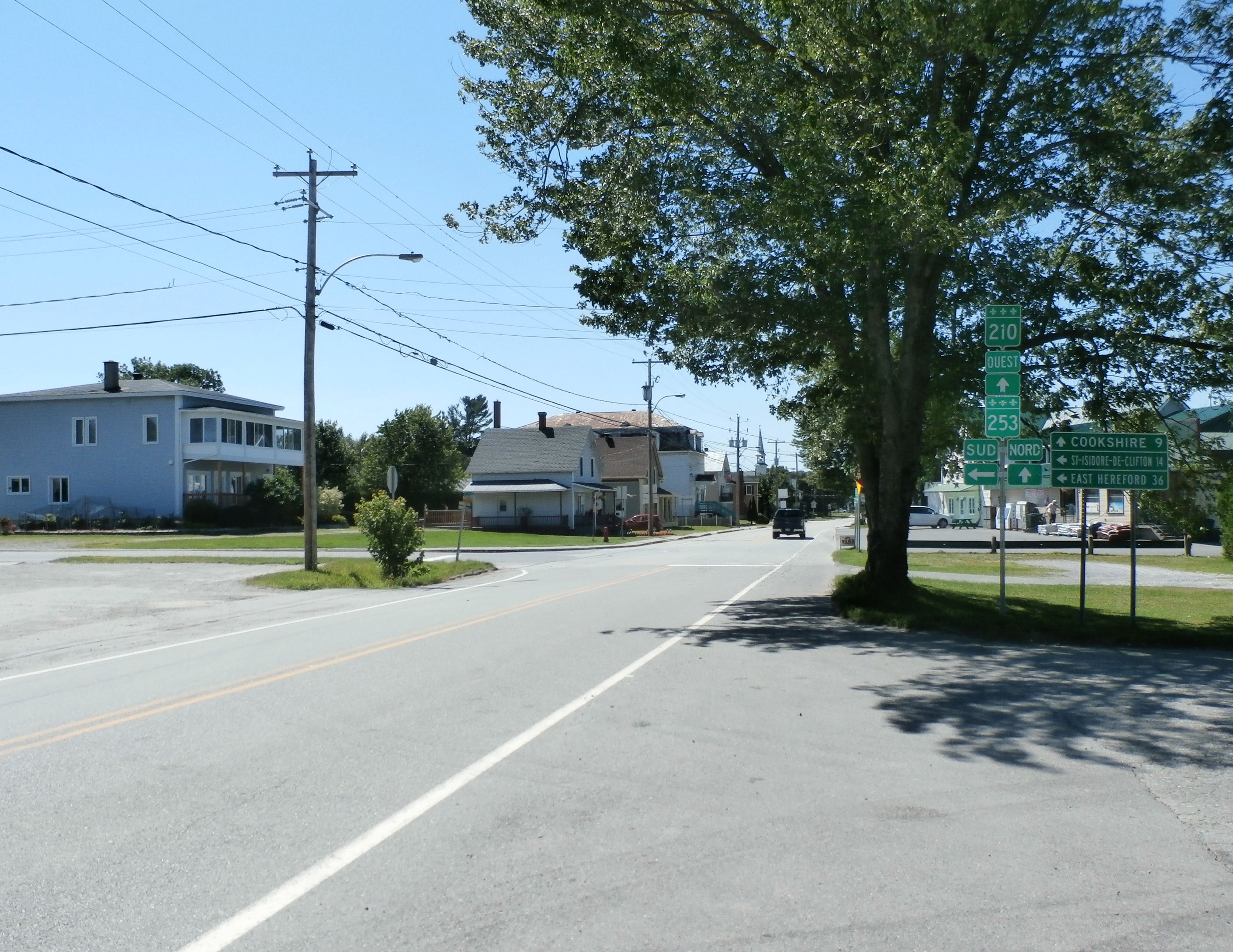
Routes 253 et 210 à Sawyerville.
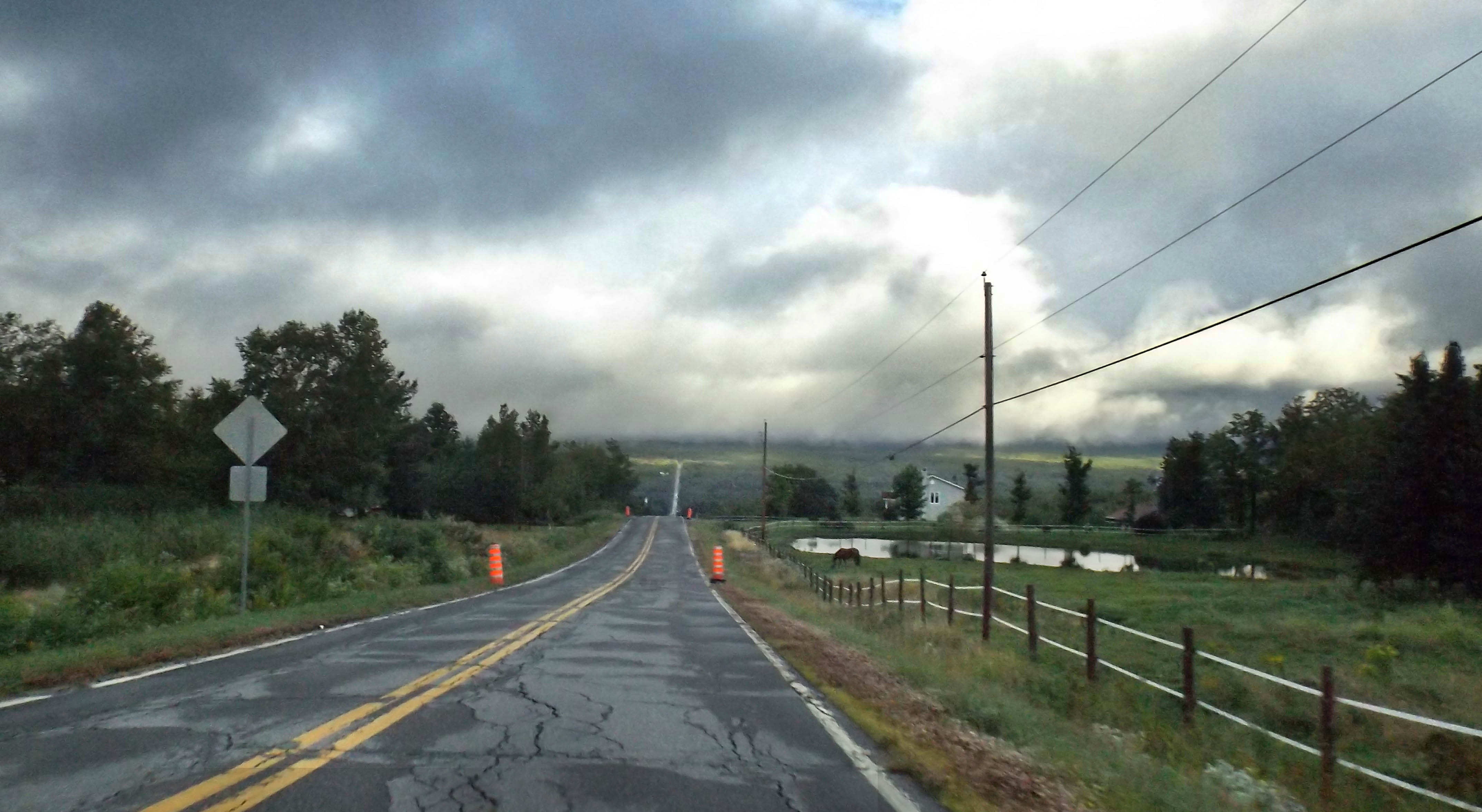
La route 210 en approchant Saint-Mathias-de-Bonneterre.
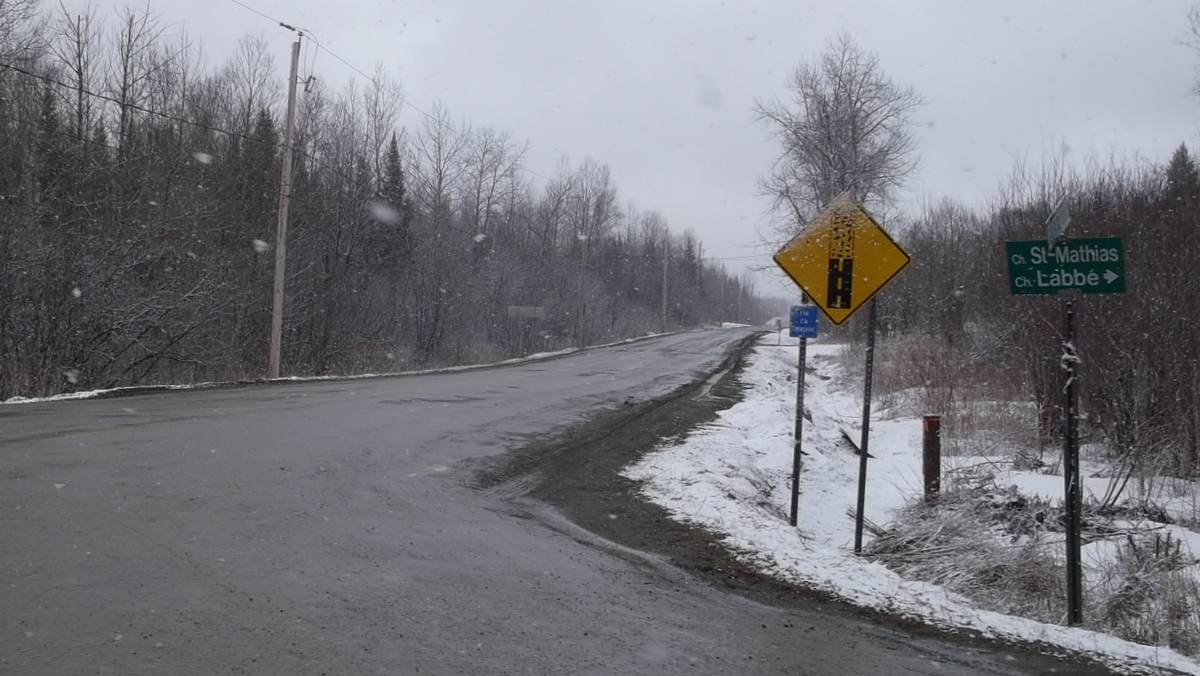
La route 210 est sans revêtement bitumineux entre Saint-Mathias et Chartierville.
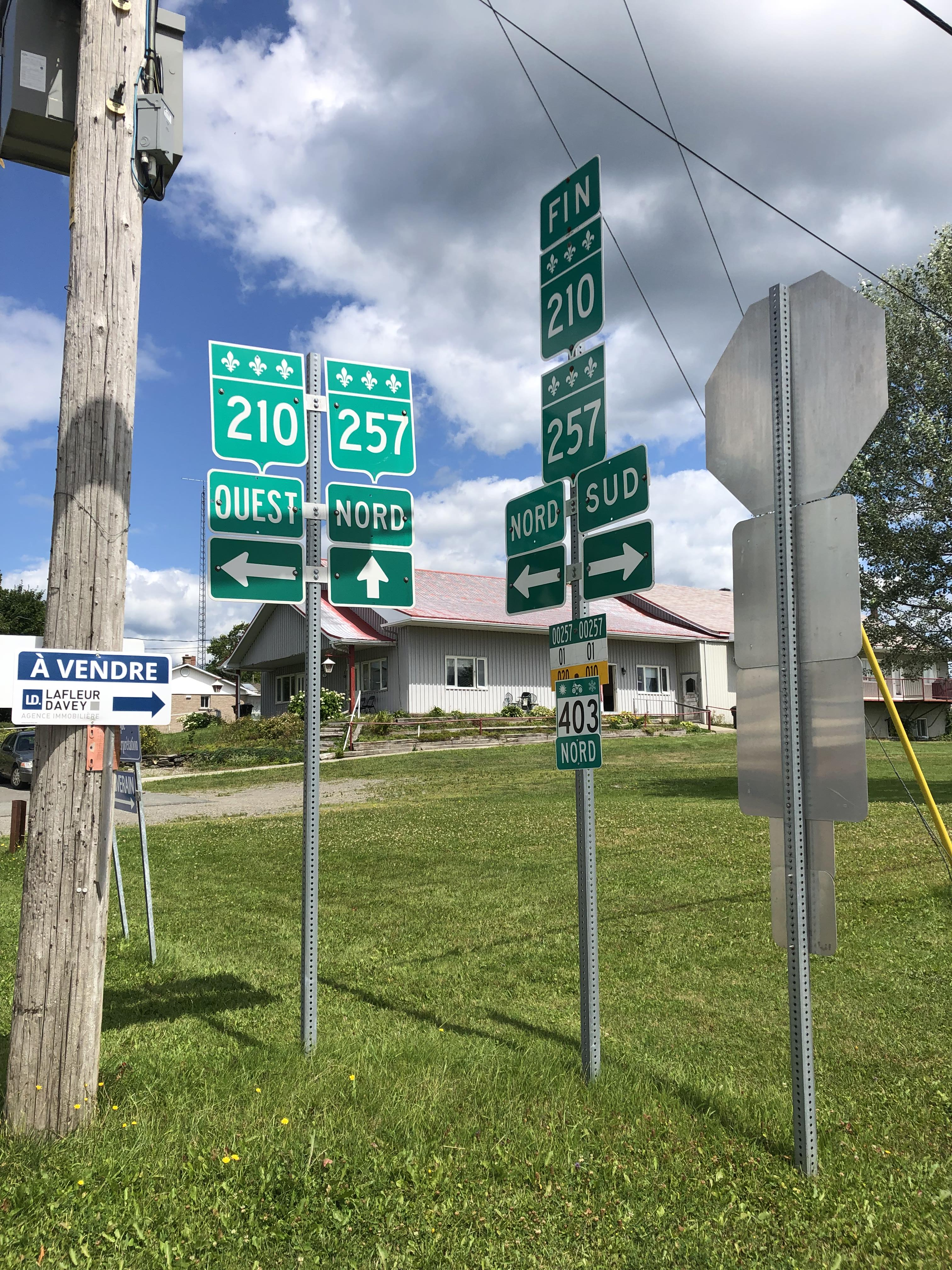
Extrémité ouest à Chartierville.

## Localités traversées (d'ouest en est)
Liste des municipalités dont le territoire est traversé par la route 210, regroupées par municipalité régionale de comté.

### Estrie
Le Haut-Saint-François
- Cookshire-Eaton
- Newport
- Saint-Isidore-de-Clifton
- Chartierville

## Intersections majeures
| MRC                     | Municipalité    | km    | Destinations                                        | Notes                                                                                      |
| ----------------------- | --------------- | ----- | --------------------------------------------------- | ------------------------------------------------------------------------------------------ |
| Le Haut-Saint-François  | Cookshire-Eaton | 0,00  | R-108 – Sherbrooke, Cookshire-Eaton, East Angus     |                                                                                            |
| Le Haut-Saint-François  | Cookshire-Eaton | 5,20  | R-253 nord – Cookshire-Eaton, East Angus            | Terminus ouest du multiplex avec la R-253; East Angus indiqué en direction ouest seulement |
| Le Haut-Saint-François  | Cookshire-Eaton | 9,80  | R-253 sud – Saint-Isidore-de-Clifton, East Hereford | Terminus est du multiplex avec la R-253                                                    |
| Le Haut-Saint-François  | Chartierville   | 40,90 | R-257 – La Patrie, Frontière (É-U)                  |                                                                                            |
| - Terminus de multiplex |                 |       |                                                     |                                                                                            |